# 윌슨 구드
윌리 윌슨 구드(Willie Wilson Goode, 1938년 8월 19일 ~ )는 아프리카계 미국인 최초로 필라델피아의 시장(1984~1992)을 지낸 미국의 정치인이며, 공동체 활동가, 필라델피아 시의 상무 이사이기도 하였다.

## 생애
노스캐롤라이나주의 농장 지대에서 태어나 1954년 필라델피아로 이주하였다. 고등학교를 졸업한 후, 모건 주립 대학교에서 법학위를 취득하였다. 흑인 정치 심판의 공동 설립자와 펜실베이니아주 하원 의원 하디 윌리엄스의 실패적 1971년 시장 선거 운동의 관리자를 지내다가, 펠스 정부 연구소에서 정부 행정학의 박사 학위를 취득하였다.

## 공동 효율 위원(PUC)
아프리카계 미국인 주립 상원들이 공동 효율 위원(Public Utility Commission)에 아프리카계 미국인 회원들이 없다는 걸 불평하자, 펜실베이니아 주지사 밀턴 섀프는 활동적으로 그것을 찾기 시작하였다. 그의 측근 테리 델무스는 구드를 자신의 공동체와 정치적 활동에서 알았던 이유로 그를 추천하였다. 섀프 주지사는 구드를 후보로 임명하여 PUC에 가입시켰다.
구드는 PUC의 위원장으로서 주의 공동 단체들을 만나면서 거기에 관련된 논점을 공부하였고, 동료 위원장들과 좋은 직업 관계를 안출하였다. 곧 그는 PUC의 회장에 승진하여 전문적 소비자 정책을 지속적으로 세웠으나, PUC의 지출을 제한하였다.

## 시장
필라델피아의 시장 빌 그린은 흑인 전무 이사를 임명하는 약속을 하였다. 그래서 구드를 필라델피아 상공 회의소와 흑인 공동체의 단원에서 전무 이사로 임명하였다. 구드는 확실히 자신을 보이면서 시간에 맞게 공동체 사건에 참석하는 데 이 직위를 이용하였다.
1983년에 실시된 시장 선거에서 필라델피아 증권 거래소의 회장 공화당 후보 존 에건을 꺾고, 도시의 첫 흑인 시장이 되었다. 구드의 시장 재임 중에는 경찰의 논쟁적 활동 MOVE 대결과 주택 폭격이 일어나는 시기였다. 슬로건을 내걸고 낮밤마다 메가폰을 들며 진술문을 외치는 근본적 단원들이 차지한 필라델피아 서부 건물을 제거하려 하였다. 그 건물에 최후의 급습에서 경찰은 C-4 폭탄과 폭발적 젤을 쏟아부었다. 그 결과 11명의 사람들이 사망하였고, 240명이 노숙자가 되고 말았다.
구드의 행정 아래 도시의 예산은 균형을 이루었는 데, 구드의 통치 처음 몇년동안 도시는 다시 빚더미에 쌓이게 되었다. 도시 예산의 균형을 다시 잡는데 구드는 도시 임금 세금을 항상 높은 4.96%로 늘이는 세금 증세를 밀고 나갔다. 이 세금 증세의 기록에도 불구하고, 구드가 시장을 결국 시장을 떠난 날은 파탄이 생기는 27일 전이었다.
시장직을 떠난 후에도 여러 공동체 회의에 참석하는 활동에 머물렀으며, WDAS의 라디오 쇼를 진행하거나 미국 교육부의 중류 직위에 있기도 하였다.

## 역대 선거 결과
| 선거명      | 직책명          | 대수 | 정당   | 득표율 | 득표수    | 결과 | 당락                 |
| ----------- | --------------- | ---- | ------ | ------ | --------- | ---- | -------------------- |
| 1983년 선거 | 필라델피아 시장 | 95대 | 민주당 | 55.26% | 396,266표 | 1위  | 필라델피아 시장 당선 |
| 1987년 선거 | 필라델피아 시장 | 95대 | 민주당 | 51.05% | 334,039표 | 1위  | 필라델피아 시장 당선 |